# Iglesia de San Alejo (Montsor)
La 'iglesia de San Alejo’ era una capilla o ermita románica del pueblo de Montsor, perteneciente al municipio de Puebla de Segur, en la comarca del Pallars Jussá de la provincia de Lérida.